# Biscutella alireza-dadjua
Biscutella alireza-dadjua là một loài thực vật có hoa trong họ Cải. Loài này được Parsa mô tả khoa học đầu tiên năm 1960.